# Верхняя Ельшанка
Верхняя Ельшанка — микрорайон (внутригородской посёлок) Советского района города Волгограда Волгоградской области России.

## Топоним
За посёлком исторически закрепилось название «Кунёвка».

## История
Основан в 1832 году переселенцами из Рыльского уезда Курской губернии. К середине XIX века проживало 671 жителей. В конце XIX — начале XX века возведён Храм Александра Невского. В 1931 году включён в сформированный новый район Сталинграда — Мининский. В 1933 году район переименован в «Ворошиловский», а 14 января 1958 года в «Советский».

## Сталинградская битва
Во время Сталинградской битвы в 1942 году посёлок обороняла 35-я гвардейская стрелковая дивизия под командованием генерал-майора В. А. Глазкова. После 7 дней упорных боевых действий посёлок был сдан противнику. Во время боёв за посёлок Василий Андреевич Глазков был дважды ранен и санитары вынесли его из-под обстрела уже мёртвым.
11 сентября 1942 года немецкие танки нанесли удар с ельшанских высот, захватили Ельшанку и Купоросное и вышли к Волге. В посёлке располагалась немецкая пехотная часть, клуб был переоборудован в госпиталь. Во время Сталинградской битвы немецкие войска без боя ушли из Верхней Ельшанки. При оккупации посёлка, гитлеровцами была расстреляна семья Васильцовых за связь с советскими разведчиками.

## После Сталинградской битвы
После войны в посёлке была создана братская могила, на месте гибели В. А. Глазкова установлен памятный знак и открыта памятная доска на доме семьи Васильцовых, в школе создан музей боевой славы 35-й стрелковой дивизии.

## Инфраструктура
По состоянию на 2025 год в посёлке 12 улиц, функционируют средняя образовательная школа № 46, детский сад № 34, , действует православный храм.